# Українсько-більшовицьке протистояння на Донбасі
Українсько-більшовицьке протистояння на Донбасі, «Збройна боротьба донецьких робітників проти Центральної Ради» (назва в радянській історіографії) — військово-політичне протистояння частин Армії УНР та красногвардійських загонів, Вільних козаків і бойових дружин соціалістів, на чолі яких стояли більшовики і ліві есери. Початком протистояння став Жовтневий переворот 7 листопада 1917 року, після якого червоногвардійські загони, отримавши зброю з Росії і військових інструкторів, почали наступальні дії проти частин Армії УНР, які перебували в Донецькому басейні. Боротьба тривала до квітня 1918 року, коли Донбас був звільнений Армією УНР.

## Історія

### Перший етап
14 листопада 1917 року на Військовому крузі Всевеликого Війська Донського було прийнято пропозицію Української Центральної Ради Української Народної Республіки про спільну боротьбу з більшовиками, і було проголошено створення «Союзу південно-східних областей і України». Також Україна заборонила вивіз в Росію вугілля та хліба.
16 листопада 1917 року на станції Микитівка відбулась нарада більшовиків на чолі із емісаром Раднаркому Григорієм Петровським. На ній були присутні Шулим Грузман, Тарас Харечко, Петро Казимирчук, Михайло Острогорський, Іван Дубовий, Василь Стожок та ін. На зборах обговорювалися підготовка збройного повстання, захоплення влади в регіоні та організація відправки вугілля і хліба в Росію.
Виступаючи на мітингах в центральному Донбасі Петровський говорив: «на виступ Центральної Ради в Києві необхідно відповісти збройним опором».
Після наради у Микитівці більшовики розмістили своїх контролерів за підтримки окремих червоногвардійців на станціях  Юзівка, Єнакієве, Гришине, Луганськ, які зупиняли і не пропускали потяги із донськими козаками, які їхали з фронту на Дон.
Після проголошення Третій Універсал Української Центральної Ради 20 листопада над будівлею Бахмутськой повітової управи був піднят український прапор.
На копальні Бахмутського повіту була надіслана офіційна постанова про підпорядкування тільки УЦР і виконання всіх її вимог, з розпуском на місцях рад і обрання на їх місцях «Радянських Спілок».
У відповідь на цю постанову райони підконтрольні більшовикам повідомили що в разі збройного виступу України проти робочих козаки будуть ліквідовані.
В коаліції з українцями виступили російські партії РСДРП ПСР вони висловлювалися: «Самостійна Україна, звільнена від більшовиків, зуміє створити у себе тверду владу, оселити внутрішній порядок, а там, звичайно, приборкати більшовиків і в Росії».

### Створення Бюро військово-революційних комітетів
4 (17) грудня 1917 р. з ініціативи районного комітету більшовиків на ст. Микитівка відбувся з'їзд підконтрольних більшовикам ревкомів Донецького басейну. На ньому було обрано координаційний орган більшовицьких збройних загонів — Бюро військово-революційних комітетів Донбасу (з 28 січня 1918 р. - Центральний військово-революційний комітет)
До його складу увійшли 5 осіб: Грузман Шулим Айзикович, Пономарьов Дем'ян Іванович, Хильков Семен Олексійович, Харечко Тарас Іванович і Сирцов Сергій Іванович, якого незабаром змінив Трифонов Євген Андрійович.. Головою ЦВРК обрано Тараса Харечка, а командувачем червоногвардійськими загонами Дем'яна Пономарьова.
Після конференції більшовики за допомогою червоногвардійців з Росії надіслали збройні загони та встановили свій контроль над станціями Волноваха, Ясинувата, Микитівка, Горлівка, Краматорськ, а в українізовані полки були послані агітатори для їх розкладання. В кінці грудня шляхом агітації та збройним тиском були розпущені і роззброєні 24 полк (Маріуполь), 25 полк (Бахмут), 26 полк (Луганськ), частина 5 полку (Слов'янськ) і 3-тя кавалерійська дивізія в Гришиному.
Утім, у більшості населених пунктів влада належала проукраїнським силам і загонам Вільного козацтва.

### Сутички в Маріуполі
У Маріуполі перебував 24-й Український запасний полк колишньої Російської імператорської армії під командуванням Петра Дадіані.
Наприкінці 1917 українці бійці полку перехопили зброю, яку прислали місцевим більшовикам з Харкова. За іншими відомостями командир полку Дадиани виписав зброю з Тули для озброєння полку.
Вранці 9 січня 1918 року полкова рада 24-го Українського піхотного полку зажадала від виконкому Маріупольської ради робітничих і солдатських депутатів розпустити більшовицький Військово-революційний комітет (ВРК) і Червону гвардію, а також утворити ВРК від всіх партій міста. 
11 січня 1918 року червоноармійці і загін чорноморських матросів спробували розброїти 24 полк. Більшість вояків оголосила нейтралітет, а 3-тя та 4-та сотні перешли на бік радянської влади. Після короткої перестрілки 24 полк склав зброю .. За іншими відомостями, опір більшовикам надали 200 гайдамаків, які прибули з Києва в Маріуполь і розташувалися в готелі "Континенталь".. Після чого солдатів розброїли і відпустили по домівках із довідками про демобілізацію. Обмундирування і спорядженна полку було передано червоній гвардії. Після розброєння полку була ліквідована Маріупольська українська рада яку захищали частина солдат.

### Другий етап
З 23 до 26 січня 1918 року спільно із загонами Муравйова і Коцюбинського в штурмі Києва брали участь загони Дмитра Жлоби та Василя Марапульця. В районі Одеси бився Маріупольський загін на чолі з Н. І. Клюєвим, сам командир загинув. Три загони з Макіївки з Берестово-Богодухівського рудника чисельністю 600 бійців протягом 10 днів вели бої на підступах до Конотопа з 27 німецьким резервним корпусом у розв'язки Дубовязка.
В районі Катеринослава з німцями бився 1-й Маріупольській загін під командуванням В. А. Варганова, озброєний 60 кулеметами і 8 гарматами. Маріупольці захопили ворожий броньовик, вибили противника з Брянського заводу. Не витримавши натиску противника Варганов відступив до Маріуполя в якому почалося антібольшевісткое повстання. Також в Донбасі були створені численні інтернаціональні загони найманців.
До самого кінця березня 1918 Донбас був тиловою базою більшовиків які вели бої проти України, в регіоні формувалися червоногвардійські загони і були створені бази постачання. Після розгрому Каледіна повсюдно в Донбасі почали ліквідуватися ревкоми і штаби червоної гвардії, ради переходили до мирного будівництва. Незважаючи на активну вербувальну програму центрштаба по вступу до Червоної гвардії більшість робітників і селян не стали червоноармійцями а зайняли вичікувальну позицію. Добровольцями в армію записувалися свідомі робітники які дотримувалися лівих поглядів, і безробітні які складали велику частину новобранців.
У 1918 році населення Донбасу налічувало приблизно 5-6 мільйонів осіб. Більшовикам вдалася набрати лише 50 000 бійців.
У першій половині березня в Донбас прибули залишки 8-ї армії та її штаб, який був розформований, а майно і частково особовий склад перейшли до складу Червоної армії. Центроштаб поповнився першими офіцерами Анатолієм Геккером, Петром Барановим, Олександром Круссером, Малаховським, Паніним та ін.
Наближення фронту посилило приплив робітників в армію. В цей же час повсюдно есери і меншовики вели агітацію, переконуючи робітників не вступати в загони Червоної гвардії. Вони говорили що за австро-німецькими військами йде УЦР яка знищить диктатуру більшовиків і принесе процвітання робітникам. Центроштаб проводив мобілізацію в Бахмутському, Маріупольському повіті в Таганрозькій і Донецьком окрузі, в Луганському районі Слов'яносербський і Старобільський повіт був свій штаб червоної гвардії і свій Раднарком.

### Антибільшовицькі протести
Через суттєве погіршення стану економіки і більшовицький масовий грабіж почалися численні протести місцевого населення. Найбільші були у Слов'янську, Костянтинівці, Юзівці, Маріуполі, Луганську.

### Сутички між анархістами та більшовиками
Активізувалися анархісти, що громили більшовицькі ревкоми і ради.

### Сутички між більшовиками та козаками
Казимирчук про протистояння в Донбасі висказувався так: «Нам мати збройну сутичку з Центральною Радою не довелося, але довелося відкрити військові дії проти Донських козаків...»
А робочі центрального донбасу які в більшості були росіянами або русифікованими на мітингах заявляли:  «...потрібно тільки, щоб на Півночі перемогли наших кадетів, а тут з Каледіним і Радою ми впораємося самі»
У квітні 1918 року почалися бої за визволення Донбасу від більшовиків.

## Сили сторін
Перший етап
Проукраїнські сили
- 26-й українізований полк — Маріуполь, Дружинін Микола. до 30 грудня 1917
- 25-й українізований полк — Бахмут, Меркулов Микола до кінця грудня 1917
- 24-й українізований полк — Луганськ, Малашко В. до кінця грудня 1917
- 5-й українізований полк — Ізюмський повіт до січня 1918
- 3-тя кавалерісйська дивізія — Гришинський, Горлівсько-Щербинівський район, В. В. Біскупський, 16000 до січня 1918
- Вільне козацтво — Бахмут підосавул Дубовик, Малашко Микола Васильович, Малашко Михайло Васильович, Костенко Валентин. до квітня 1918
- Бойові дружини — до квітня 1918 Бартагов Іван Васильович, Шуба, Мишкін, Галузін, Нестеров Антон Якович
- Міліція — до квітня 1918
- Бойові дружини анархістів — до квітня.

Прорадянські сили:
- Червона гвардія Донбасу — на кінець жовтня 6000 чоловік.
- Червона гвардія Луганська

Другий етап
Проукраїнські сили:
- Вільне козацтво
- Бойові дружини
- Міліція
- Бойові дружини анархістів

Прорадянські сили
- Червона гвардія Донбасу — 30 000 чоловік.[11]